# Piesczanyj (rejon korienowski)
Piesczanyj (ros. Песчаный) – chutor w Rosji, w Kraju Krasnodarskim, w rejonie korienowskim. W 2010 liczył 154 mieszkańców.